# Relaciones Brasil-Paraguay
Las relaciones Brasil–Paraguay son las relaciones diplomáticas entre la República Federativa del Brasil y la República del Paraguay. Los dos países son vecinos y tienen fuertes lazos históricos, económicos y culturales. La construcción de los puentes internacionales de la Amistad y de la Integración, la Central Hidroeléctrica de Itaipú y la firma del Tratado de Asunción son ejemplos del fortalecimiento de los lazos políticos, económicos y diplomáticos entre las dos naciones sudamericanas. Ambos países son miembros fundadores del Mercosur.

## Historia
Las relaciones entre Brasil y Paraguay están marcadas por buenos y malos momentos. Desde la Guerra de la Triple Alianza hasta la construcción de la Central Hidroeléctrica de Itaipú, las relaciones bilaterales han pasado por tiempos pacíficos y problemáticos. Sin embargo, ambos países son socios clave en América del Sur, por lo que se busca una forma de integración, cooperación y aproximación en las áreas política, económica, social y cultural. Brasil y Paraguay, además de ser miembros del Mercosur, también juegan un papel importante en el sector económico, ya que Brasil está configurado como el principal mercado de productos paraguayos y se encuentra entre sus principales proveedores.
En las últimas décadas, la integración entre los dos países ha progresado en un ritmo acelerado. Además de aumentar la integración económica y el comercio, el gobierno de Brasil decidió en 2009 aceptar un nuevo trato con Paraguay, donde triplicó sus pagos por energía eléctrica de la enorme represa hidroeléctrica compartido a través de sus fronteras. Bajo el acuerdo, Brasil comenzó a pagar a Paraguay $ 360 millones al año por energía de la planta de Itaipu. El presidente brasileño en 2009, Luiz Inácio Lula da Silva, lo calificó como un "acuerdo histórico" y el acuerdo significó una victoria política para el presidente paraguayo en 2009, Fernando Lugo. Sin embargo, persisten algunos problemas en la relación entre los dos países, sobre todo los términos desfavorables del Tratado Itaipú de 1973, en virtud de los cuales el Paraguay se ve obligado a vender energía eléctrica a Brasil con precios fijos, y la presencia de 300.000 granjeros brasileños en Paraguay, que pagan impuestos mínimos y han producido un éxodo de pequeños agricultores paraguayos de algunas zonas rurales.
La frontera éntre estos países comienza en el hito Triple Frontera entre Foz do Iguaçu y Presidente Franco, y termina en el trifinio en la frontera con Bolivia, cerca de la ciudad paraguaya de Bahía Negra. En la frontera entre Brasil y Paraguay, se encuentra la Central Hidroeléctrica de Itaipú, que es la mayor represa hidroeléctrica del mundo en generar energía. Las ciudades fronterizas de Foz do Iguaçu-Ciudad del Este, Ponta Pora-Pedro Juan Caballero, Mundo Novo/Guaíra-Salto del Guairá, Porto Murtinho-Capitán Carmelo Peralta, entre otros pueblos, presentan un gran intercambio comercial, además de socioculturales.
Paraguay es el principal destino de América del Sur, y el segundo a nivel mundial, donde los inmigrantes brasileños deciden residir, solo detrás de Estados Unidos, con cerca de 300.000 ciudadanos brasileños en Paraguay. Se los conoce como brasiguayos.
En los últimos años, la frontera entre Brasil y Paraguay se convirtió en una de las principales rutas de tráfico de armas de fuego y de drogas en América del Sur, además de contrabando de mercancías y vehículos robados, esenciales para los mercados piratas. Esto ha estado ocurriendo en gran parte debido a la falta de supervisión y vigilancia en la región. En muchas ciudades y áreas rurales ubicadas a lo largo de la frontera, esta puede ser cruzada tranquilamente, sin tener que pasar por ningún tipo de control fronterizo.

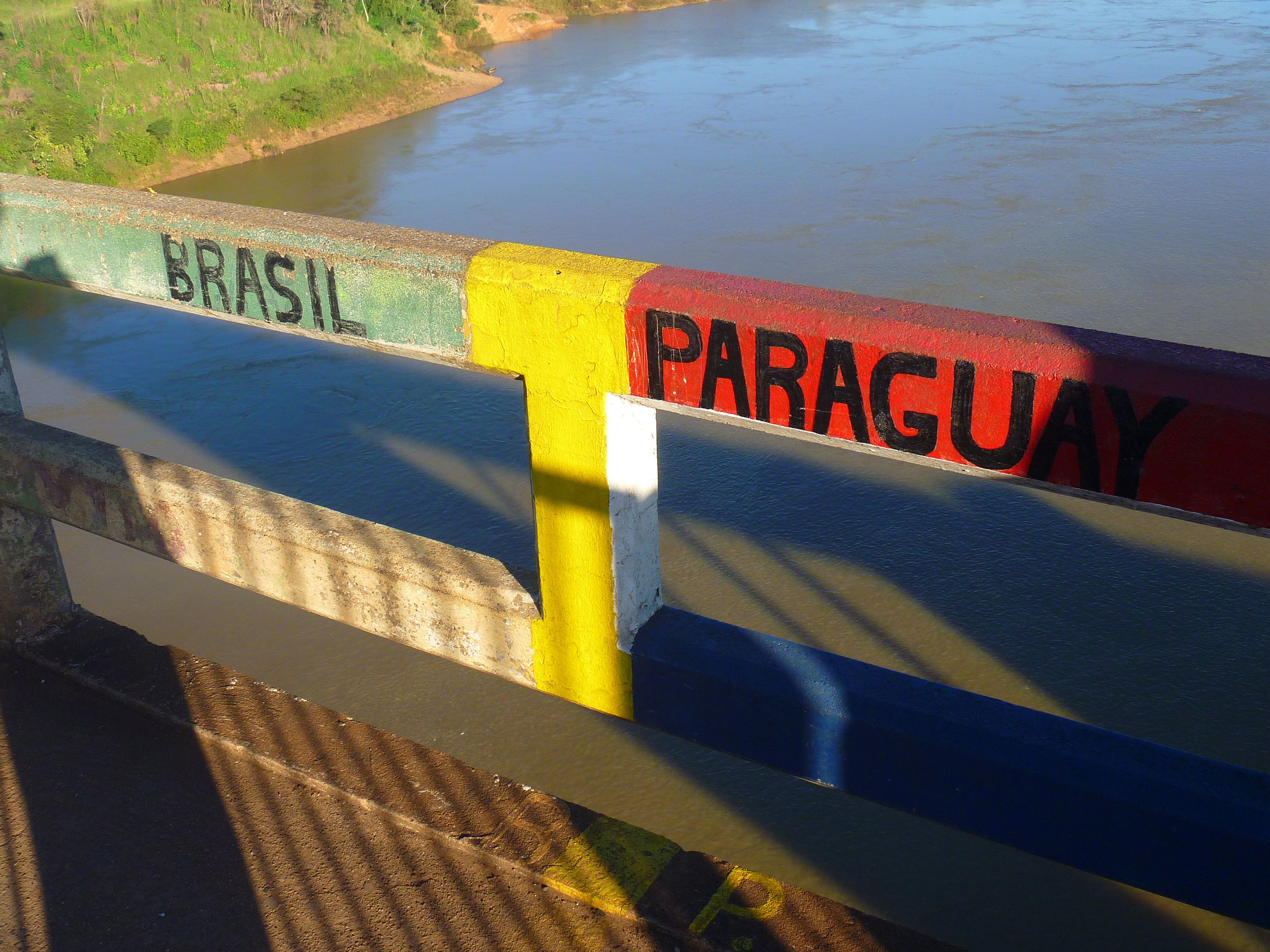
Frontera internacional entre Brasil y Paraguay, cerca de Ciudad del Este (Paraguay).
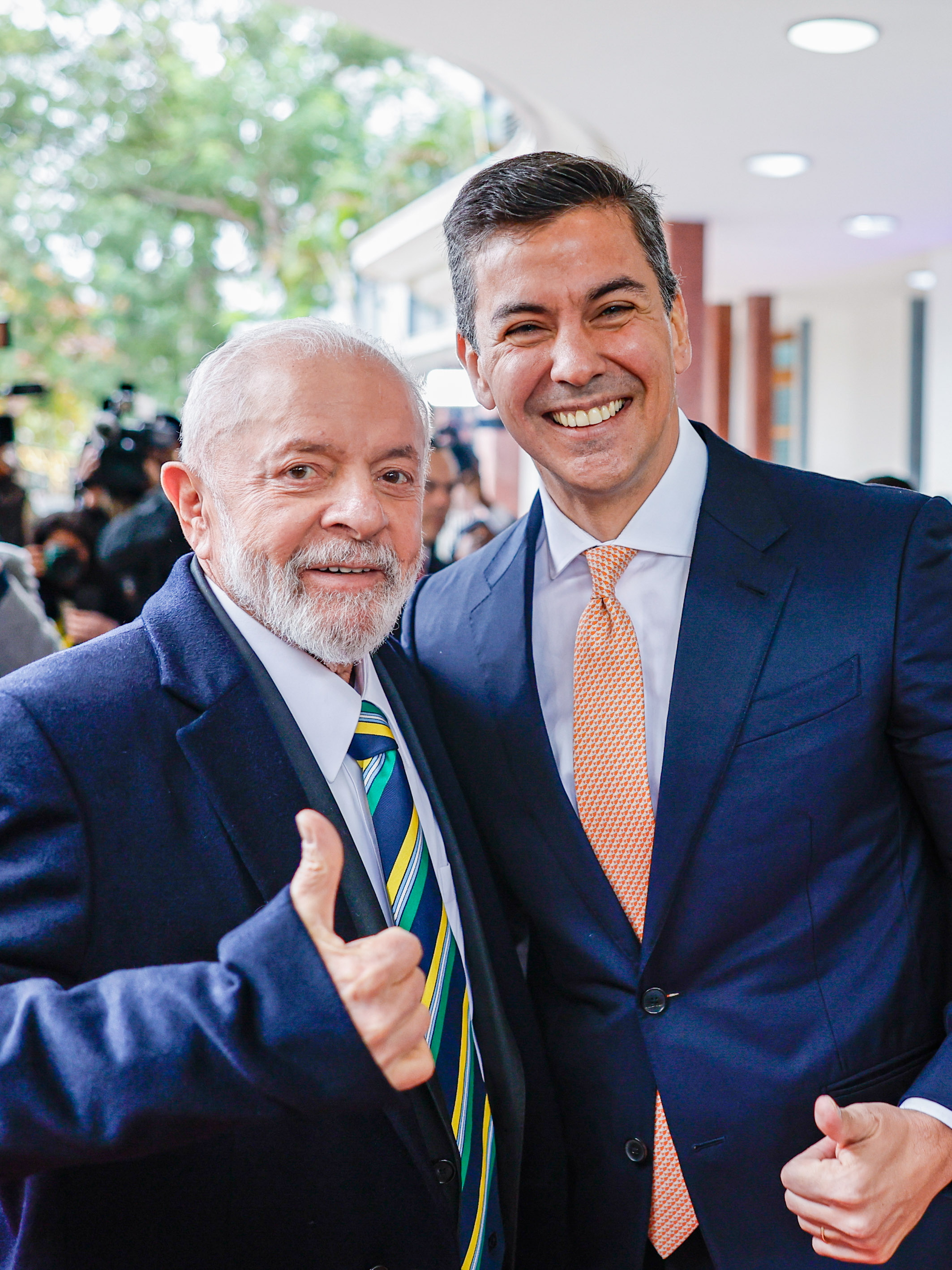
Lula da Silva y Santiago Peña, presidentes del Paraguay y Brasil respectivamente, en 2024.
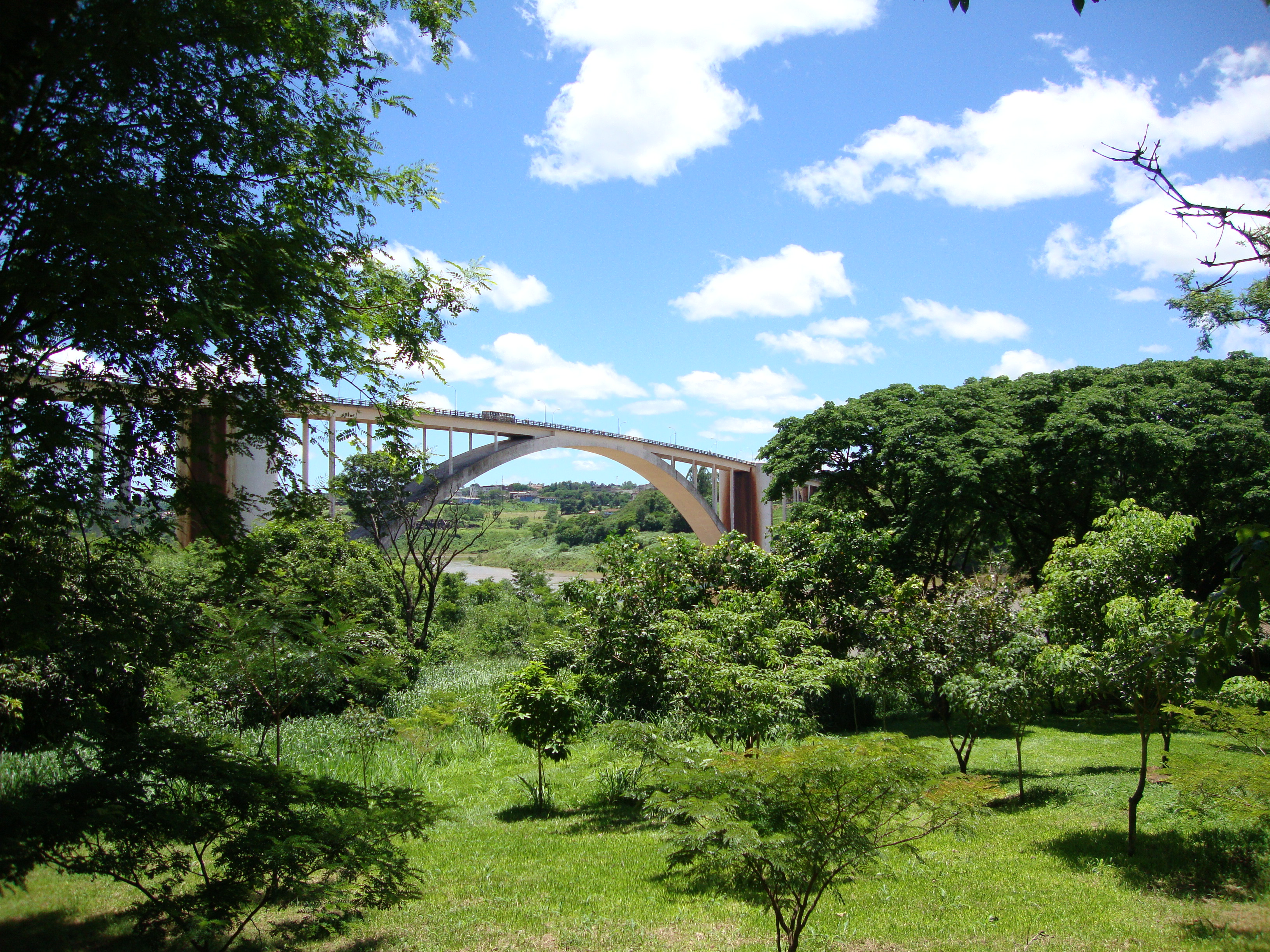
El Puente Internacional de la Amistad, ubicado entre Foz do Iguaçu (Brasil) y Ciudad del Este (Paraguay), es el principal símbolo de la frontera entre ambos países.

## Misiones diplomáticas
|  | De Brasil - Asunción (Embajada y consulado general) - Ciudad del Este (consulado general) - Pedro Juan Caballero (consulado) - Salto del Guairá (consulado) - Concepción (Viceconsulado) - Encarnación (Viceconsulado) | De Paraguay - Brasilia (Embajada) - Curitiba (Consulado general) - Foz do Iguaçu (Consulado general) - Río de Janeiro (Consulado general) - São Paulo (Consulado general) - Guaíra (Consulado) - Ponta Porã (Consulado) - Porto Murtinho (Consulado) |

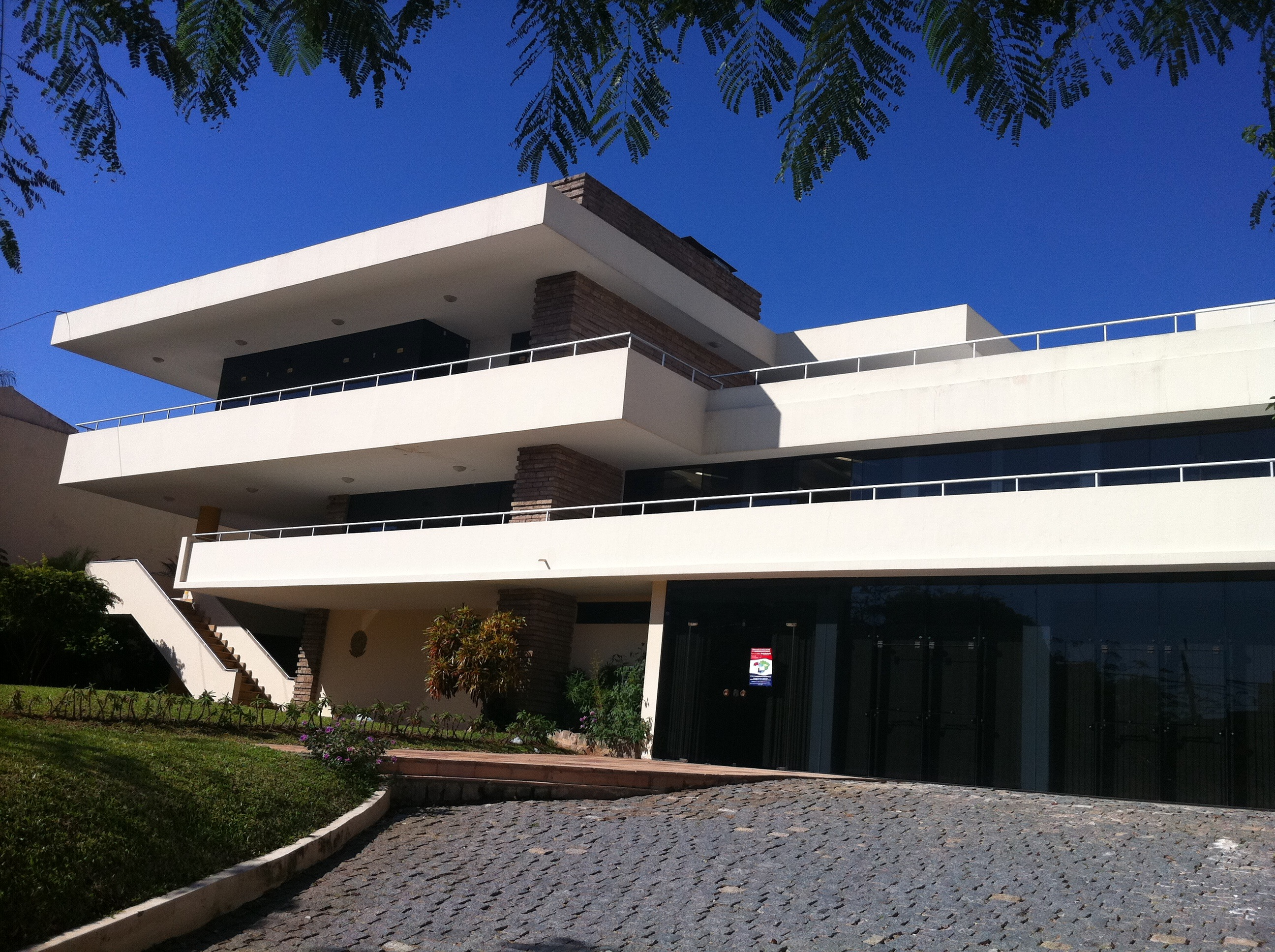
Consulado-General de Brasil en Asunción
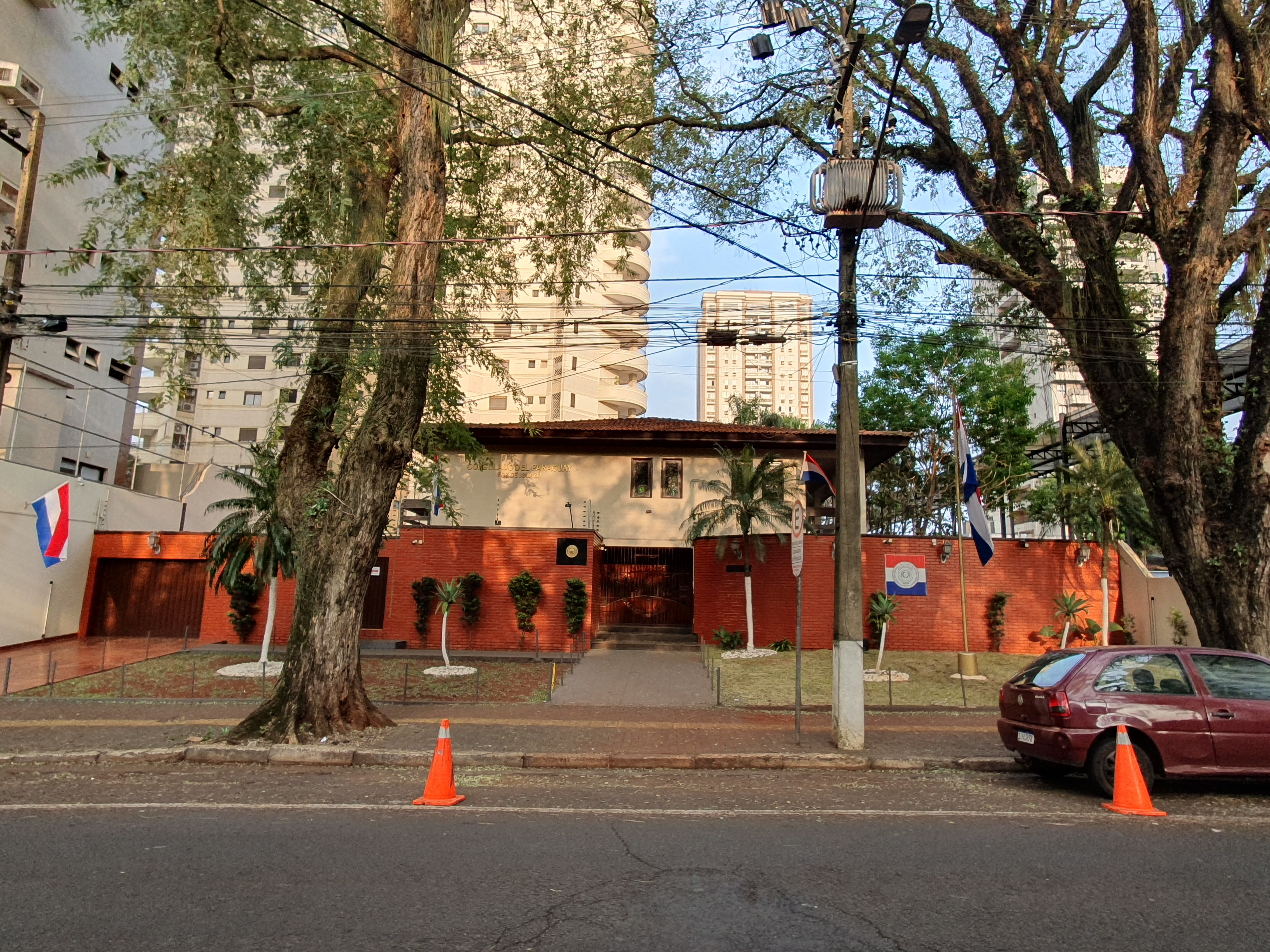
Consulado-General del Paraguay en Foz do Iguaçu
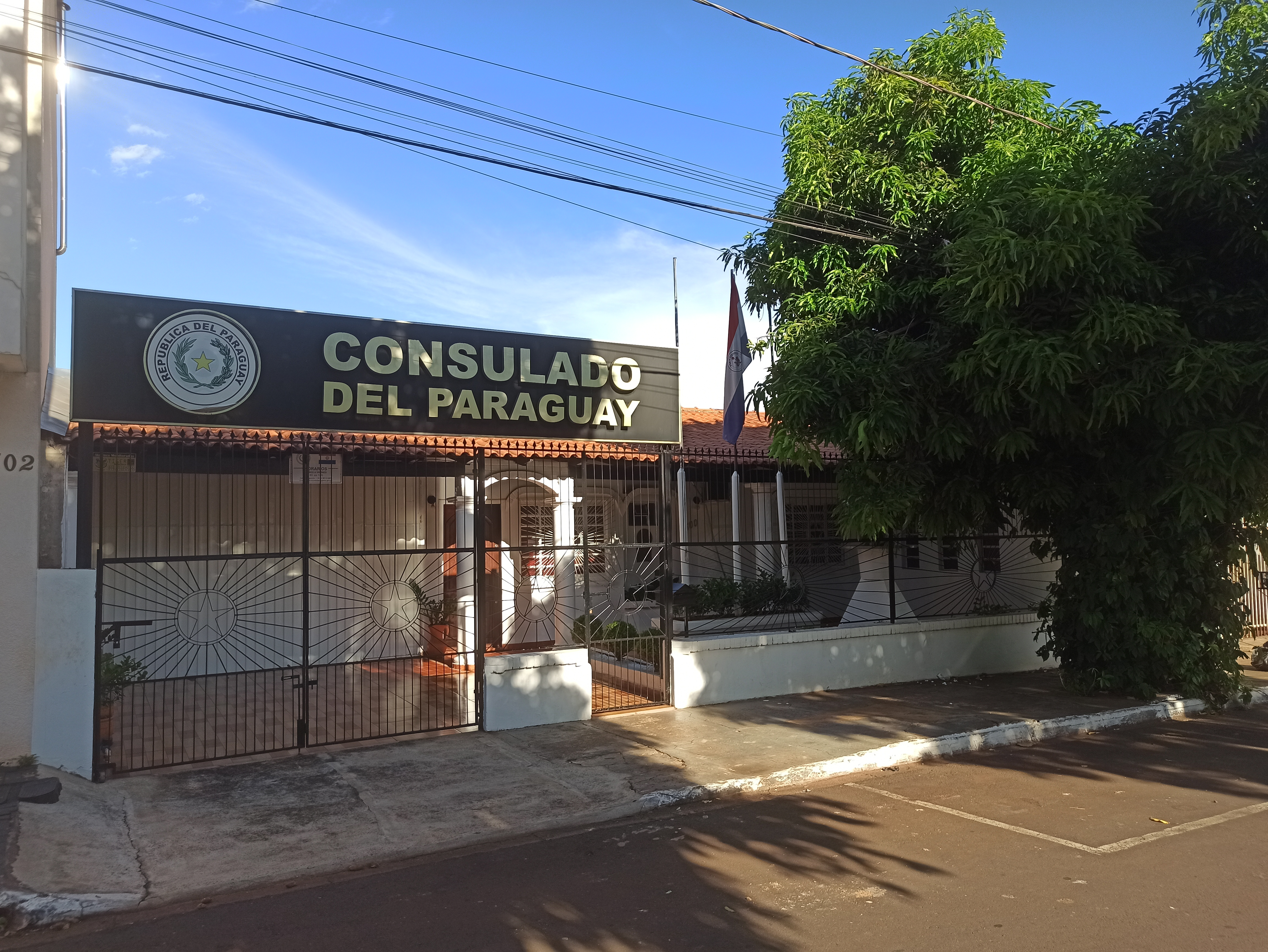
Consulado del Paraguay en Guaíra
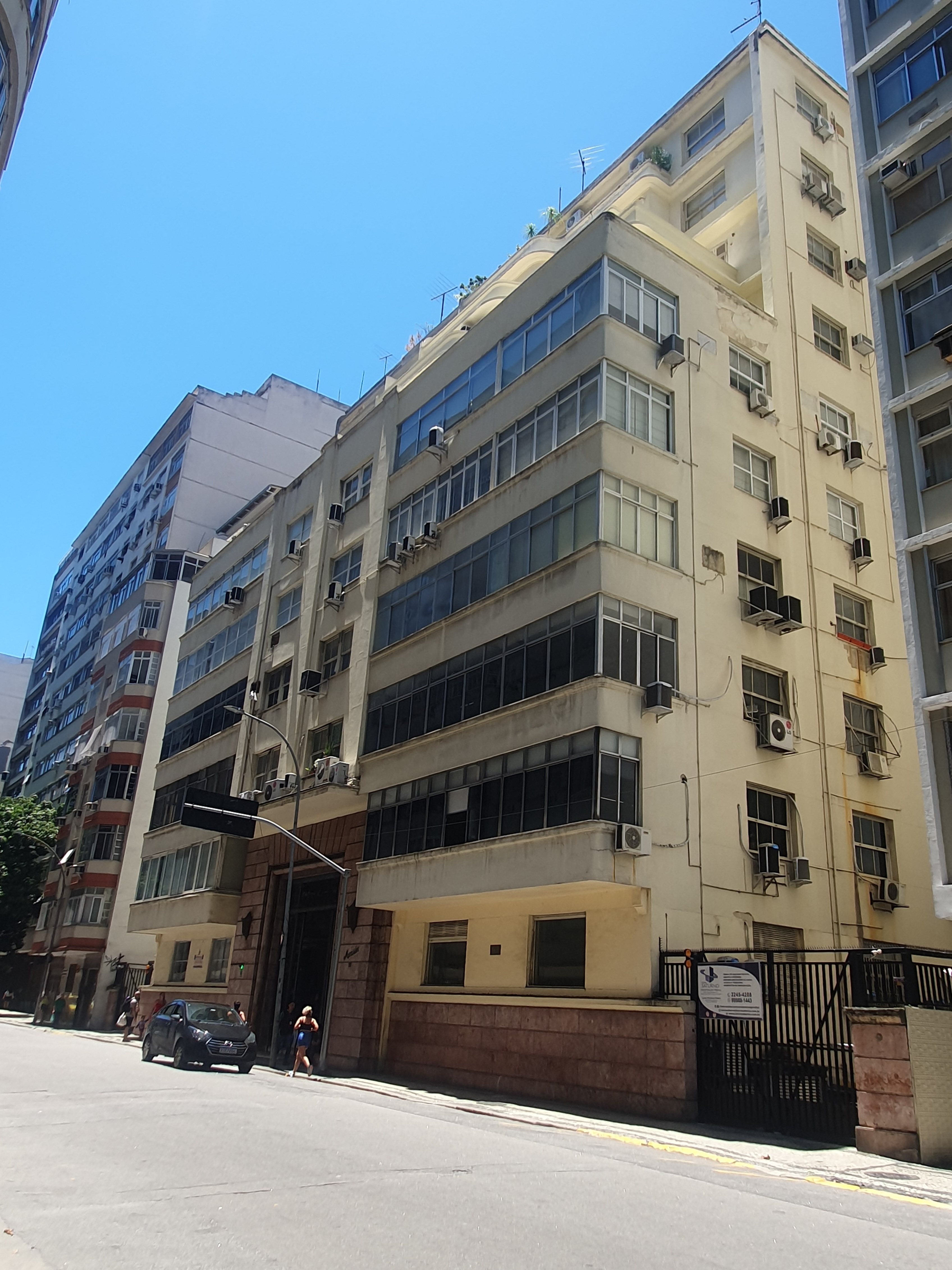
Edifico alojando al Consulado-General del Paraguay en Río de Janeiro